# 基底変換
線型代数学において、ある次元 n のベクトル空間に対する基底は、n 個のベクトル α1, ..., αn の列で、その空間内のすべてのベクトルがそれら基底ベクトルの線型結合として一意的に表現されるという性質が成り立つ。作用素の行列表示も、同様にその選ばれた基底によって一意的に決定される。しばしば一つのベクトル空間に対して、複数の基底について考えることが望ましいことがあり、したがって線型代数学における本質的に重要な概念として、ある一つの基底に対するベクトルと作用素の座標に関する表現を、他の基底に対する同値な表現へと簡単に変換する、というものが存在する。そのような変換のことを基底変換（きていへんかん、英: change of basis）と呼ぶ。
以下ではベクトル空間の語を用い、記号 R は実数の体を意味するために用いられるが、そこで議論される結果は R が可換環であり「ベクトル空間」が「自由R-加群に置き換えられた場合にも成立する。

## 記号の準備
Rn に対する標準基底は {e1, ..., en} で与えられる。ここで ej は j 番目の成分が 1 でその他の成分が 0 であるような Rn の元である。
T : Rn → Rm を線型変換としたとき、T の m × n 行列とは、j = 1, ..., n に対して第 j 列が T(ej) であるような行列 t のことを言う。このとき、Rn 内のすべての x に対して T(x) = tx が成立する。ただし、x はある列ベクトルと見なし、右側からの乗算は行列乗算である。線型代数学における基本的な事実として、Rn から Rm へのすべての線型変換からなるベクトル空間 Hom(Rn, Rm) は、R 上の m × n 行列の空間 Rm × n への自然な同型である、という事実がある。すなわち、線型変換 T : Rn → Rm はすべての意志や目的に対して、行列 t と同値である。
さらに以下の簡単な結果を利用する。
定理 V と W をベクトル空間とし、{α1, ..., αn} を V に対する基底とし、{γ1, ..., γn} を W 内の任意の n 個のベクトルとする。このとき、j = 1, ..., n に対して T(αj) = γj を満たすような線型変換 T : V → W が唯一つ存在する。
この唯一つの T は T(x1α1 + ... + xnαn) = x1γ1 + ... + xnγn で定義される。もちろん、{γ1, ..., γn} が W の基底であるなら、T は線型であると同時に全単射である。言いかえると、T は同型である。このとき W = V も同様に成り立つなら、T は自己同型と言われる。
今 V を R 上のベクトル空間とし、{α1, ..., αn} を V に対する基底であると仮定する。定義により、ξ が V 内のベクトルであるなら、ξ = x1α1 + ... + xnαn となるような唯一つのスカラーの組み合わせ x1, ..., xn を R 内より選ぶことが出来る。この組み合わせは、順序付けられた基底 {α1, ..., αn} に対する ξ の座標と呼ばれる。Rn 内のそのベクトル x = (x1, ..., xn) は ξ の（この基底に対する）座標タプルと呼ばれる。j = 1, ..., n に対して φ(ej) = αj を満たすような唯一つの線型写像 φ : Rn → V は、V および基底 {α1, ..., αn} に対する座標同型（coordinate isomorphism）と呼ばれる。したがって φ(x) = ξ であるための必要十分条件は、ξ = x1α1 + ... + xnαn である。

### ベクトルの集合の行列
ベクトルの集合は、各列がその集合の各ベクトルの成分で与えられるような一つの行列として表現することが出来る。基底はベクトルの集合であるため、基底はこの種の行列によって与えられる。以下では、空間の任意の物体の基底変換は、この行列と関係していることが示される。例えば、ベクトルはその逆によって変換される（そしてそれらはしたがって反変オブジェクトと呼ばれる）。

## ベクトルの座標変換
はじめに、ベクトル空間 V において、異なる基底を選んだときにあるベクトル ξ の座標がどのように変化するかという問題に取り組む。

### 二次元
その空間の新しい基底のベクトルが各列であるような行列 M（新しい基底行列）が与えられたとき、ある列ベクトル v の新しい座標は行列の積 M-1.v で与えられる。このため、正規ベクトルは反変オブジェクトと呼ばれる。
ベクトルの任意の有限集合は、その列が与えられたベクトルの座標であるようなある行列によって表現される。次元が 2 の場合の一例として、標準基底を反時計回りに 45 度回転させることで得られるベクトルのペアが考えられる。それらのベクトルの座標が各列であるような行列は、
{\displaystyle M={\begin{pmatrix}1/{\sqrt {2}}&-1/{\sqrt {2}}\\1/{\sqrt {2}}&1/{\sqrt {2}}\end{pmatrix}}}
で与えられる。空間内の任意のベクトルをこの新しい基底へと変換したい場合、その成分をこの行列の逆に左から掛けるだけで良い。

### 三次元
例えば、オイラー角で与えられる新たな基底を考える。その基底の行列は、各ベクトルの成分を列として持つことが分かる。したがって、この行列は以下のように表される：
{\displaystyle [\mathbf {R} ]={\begin{bmatrix}\mathrm {c} _{\alpha }\,\mathrm {c} _{\gamma }-\mathrm {s} _{\alpha }\,\mathrm {c} _{\beta }\,\mathrm {s} _{\gamma }&-\mathrm {c} _{\alpha }\,\mathrm {s} _{\gamma }-\mathrm {s} _{\alpha }\,\mathrm {c} _{\beta }\,\mathrm {c} _{\gamma }&\mathrm {s} _{\beta }\,\mathrm {s} _{\alpha }\\\mathrm {s} _{\alpha }\,\mathrm {c} _{\gamma }+\mathrm {c} _{\alpha }\,\mathrm {c} _{\beta }\,\mathrm {s} _{\gamma }&-\mathrm {s} _{\alpha }\,\mathrm {s} _{\gamma }+\mathrm {c} _{\alpha }\,\mathrm {c} _{\beta }\,\mathrm {c} _{\gamma }&-\mathrm {s} _{\beta }\,\mathrm {c} _{\alpha }\\\mathrm {s} _{\beta }\,\mathrm {s} _{\gamma }&\mathrm {s} _{\beta }\,\mathrm {c} _{\gamma }&\mathrm {c} _{\beta }\end{bmatrix}}.}
空間内の任意のベクトルは、その成分をこの行列の逆に左から掛けることによって、この新しい基底へと変換することが出来ることに再び注意されたい。

### 一般的な場合
{α1, ..., αn} と {α'1, ..., α'n} を、V に対する二つの順序付けられた基底とする。φ1 と φ2 を、それに対応する Rn から V への座標同型（線型写像）とする。すなわち、j = 1, ..., n に対して φ1(ej) = αj と φ2(ej) = α'j が成立する。
x = (x1, ..., xn) を、第一の基底に関する ξ の座標 n-タプルとすると、ξ = φ1(x) が成り立ち、第二の基底に関する ξ の座標タプルは φ2-1(ξ) = φ2-1(φ1(x)) となる。今、写像 φ2-1 o φ1 を Rn 上の自己同型とし、したがって行列 p が存在するものとする。さらに、p の第 j 列は φ2-1 o φ1(ej) = φ2-1(αj)、すなわち、第二の基底 {α'1, ..., α'n} に関する αj の座標 n タプルである。したがって、y = φ2-1(φ1(x)) = px は基底 {α'1, ..., α'n} に関する ξ の座標 n タプルである。

## 線型変換の行列
今 T : V → W を線型変換とし、{α1, ..., αn} を V に対する基底とし、{β1, ..., βm} を W に対する基底とする。φ と ψ をそれぞれ V と W の与えられた基底に関する座標同型とする。このとき写像 T1 = ψ-1 o T o φ は Rn から Rm への線型変換であり、したがって、j = 1, ..., n に対して第 j 列が ψ-1(T(αj)) で与えられるようなある行列 t が存在する。この行列は、順序付けられた基底 {α1, ..., αn} および {β1, ..., βm} に関する T の行列と呼ばれる。もし η = T(ξ) であり、y と x が η および ξ の座標タプルであるなら、y = ψ-1(T(φ(x))) = tx が成立する。逆にもし、ξ が V に含まれ、x = φ-1(ξ) が {α1, ..., αn} に関する ξ の座標タプルであり、y = tx および η = ψ(y) と定めるなら、η = ψ(T1(x)) = T(ξ) が成立する。すなわち、ξ が V の元、η が W の元で、x と y がそれらの座標タプルであるなら、y = tx であるための必要十分条件は η = T(ξ) である。
定理 U、V および W を有限次元ベクトル空間とし、それぞれに対して順序付けられた基底が選ばれるものとする。T : U → V および S : V → W が行列 s と t を伴う線型変換であるなら、（与えられた基底に関する）線型変換 S o T : U → W の行列は st である。

### 基底変換
今、V および W 内の基底を変えたときに、T : V → W の行列に何が起きるのかを考える。{α1, ..., αn} および {β1, ..., βm} をそれぞれ V および W に対する順序付けられた基底とし、また第二の基底のペア {α'1, ..., α'n} および {β'1, ..., β'm} が与えられるものとする。φ1 と φ2 を、V に対する第一と第二の基底へと Rn において通常の基底を取る座標同型とし、ψ1 と ψ2 を W に対する第一と第二の基底へと Rm において通常の基底を取る座標同型とする。
T1 = ψ1-1 o T o φ1 および T2 = ψ2-1 o T o φ2 を定め（いずれの写像も Rn から Rm へのものとする）、t1 および t2 をそれらに対応する行列とする。p と q を、それぞれ Rn 上と Rm 上の座標自己同型変換 φ2-1 o φ1 および ψ2-1 o ψ1 とする。
これら様々な写像同士の関係は、可換図 を用いて図示することが出来る。
T2 = ψ2-1 o T o φ2 = (ψ2-1 o ψ1) o T1 o (φ1-1 o φ2) であり、また線型写像の合成は行列乗算に対応するため、
t2 = q t1 p-1
が従う。
基底変換が基底行列およびその逆を持つなら、このオブジェクトは1-co, 1-contra-variantsと呼ばれる。

## 自己準同型の行列
線型変換の行列に関する重要なケースとして、自己準同型、すなわちベクトル空間 V からそれ自身への線型写像（W = V であるような場合）が挙げられる。この時、自然に {β1, ..., βn} = {α1, ..., αn} と {β'1, ..., β'm} = {α'1, ..., α'n} を取ることが出来、線型写像 T の行列は必ず正方行列でなければならない。

### 基底変換
同じ基底変換を適用することで q = p とすることが出来、この基底変換の式は
t2 = p t1 p-1
となる。この場合、可逆行列 p はベクトル空間 V に対する基底変換行列（change-of-basis matrix）と呼ばれ、上式は行列 t1 および t2 が相似であることを意味する。

## 双線型形式の行列
体 R についてのベクトル空間 V 上の双線型形式とは、各変数に関して線型であるような写像 V × V → R のことを言う。すなわち、B : V × V → R が双線型であるとは、写像
{\displaystyle v\mapsto B(v,w)}
{\displaystyle v\mapsto B(w,v)}
が V 内の各 w に対して線型であることを意味する。この定義は、加群準同型であるような線型写像を備える可換環上の加群に対しても同様によく適用される。
基底 {\displaystyle \alpha _{1},\dots ,\alpha _{n}} を備えるグラム行列 G は
{\displaystyle G_{i,j}=B(\alpha _{i},\alpha _{j})\,}
で定義される。{\displaystyle v=\sum _{i}x_{i}\alpha _{i}} および {\displaystyle w=\sum _{i}y_{i}\alpha _{i}} をベクトル v および w のこの基底に関する表現としたとき、双線型形式は
{\displaystyle B(v,w)=v^{\mathsf {T}}Gw\,}
で与えられる。B が対称双線型形式であるなら、行列も対称行列となる。

### 基底変換
{\displaystyle \alpha _{1},\dots ,\alpha _{n}} から {\displaystyle \alpha '_{1},\dots ,\alpha '_{n}} への基底変換を表す可逆行列を P としたとき、グラム行列は行列合同
{\displaystyle G'=P^{\mathsf {T}}GP\,}
により変換される。

## 重要な例
抽象的ベクトル空間の理論において、基底変換の概念は影響の少ないもので、わずかな自然科学の法則を与えるものに過ぎないように思われる。しかし、結合多元環の理論においては、比喩的な表現を用いれば毛虫が蝶に変化するように、基底変換が十分な影響を与える場合が存在する。それは以下のようなものである。
- 分解型複素数平面において、「対角基底」（diagonal basis）の代替となるものが存在する。通常の双曲線 xx − yy = 1 は、基底変換を経て、xy = 1 に変わる。双曲線を決まった場所に残す平面の各変換は、基底変換を法として、互いに対応する。文脈的な違いは、ローレンツブーストと圧搾写像（英語版）を区別するほど十分に深いものである。それらの写像に関する文献の概観は、根底をなす基底変換を用いることで得られる。

- 2 × 2 の実行列から、アーサー・ケイリーによる線型代数の分類の始まりを知ることが出来る。彼の協力者であるジェームス・コックル（英語版）は、1849年、2 × 2 実行列と同じ環（行列基底が異なるだけ）である coquaternion あるいは分解型四元数の環を提唱した。再び、それはケーリーの行列環とコックルの分解型四元数環を統合する基底変換の概念であった。

- ある基底変換は、2 × 2 の複素行列を複四元数（biquaternion）へ変換する。